# Лихобори (станція)
Лихобо́ри (рос. Лихоборы) — вузлова залізнична станція Малого кільця Московської залізниці у Москві. Входить до Московсько-Курського центру організації роботи залізничних станцій ДЦС-1 Московської дирекції управління рухом. За основним застосуванням є дільничною, за обсягом роботи віднесена до 3 класу. Раніше була станцією 2 класу.

### Розташування
Від східної горловини станції відходять дві сполучні колії (колії № 2 і 2а) на станцію Ховрино  головного ходу Жовтневої залізниці (Ленінградського напрямку), що перетинає МК МЗ на схід від Лихобор, тобто станція є передавальною між Московською і Жовтневою залізницями (формально, міжзалізничною станцією є тільки Ховрино). Колія № 2 діє, колія № 2а була закинута і від'єднана і від Ховріно, і від Малого кільця, у 2016 відновлена. Крім того, від станції на північ відходить кущ під'їзних колій, які перетинають 2-й і 3-й Лихачевські провулки.
Поблизу станції Лихобори — локомотивне депо Лихобори-Окружні, яке обслуговує все Мале кільце МЗ, а також направлення на Серпухов і на Вєковку.
Станція Лихобори — найвіддаленіша від метро з усіх існуючих станцій Малого кільця. Відстань до найближчих станцій метрополітену — Петровсько-Разумовська, Тимірязєвська, Войковська, Водний стадіон — від 3 до 5 кілометрів.

## Колійне господарство і управління
У 2011 році станція Лихобори налічувала 15 колій загальною протяжністю близько 9 км, стрілочних переводів — 83. Стрілки поступово замінюються і укладаються на бетон.
Після реконструкції станція була продовжена на південний захід і складається з двох парків:
- Парний парк Лихобори — історична частина.
- Непарний парк Братцево — на місці колишньої станції Братцево, у цьому парку крім трьох головних колій споруджені 7 колій для відстою електропотягів.

У межах станції знаходяться три зупинних пункти МЦК:
- Однойменний Лихобори — у північно-східній горловині станції, у шляхопроводів над Головним ходом Жовтневої залізниці.
- Коптєво — у південно-східній горловині парного парку Лихобори, поблизу депо
- Балтійська — у непарному парку Братцево